# Матушкин, Евгений Александрович
 Евгений Александрович Матушкин  (1890—1959) — российский и советский военный врач, герой Первой мировой войны. Полковник медицинской службы, доктор медицинских наук, профессор.

## Биография
Родился 1890 году в пос. Чесменском Березинской станицы Верхнеуральского уезда Оренбургской губернии в семье подъесаула Оренбургского казачьего войска Александра Никитича Матушкина (1856—1896).
В Первую мировую войну с 1914 года военный лекарь, старший врач 21-го Сибирского стрелкового полка. За героизм во время боевых действий Высочайшим приказом о гражданских чинах Военного ведомства от 31 июля 1916 года № 37 Матушкин был награждён орденом Святого Георгия 4-й степени.
В РККА с 1920 года. Преподаватель, доцент, заместитель начальника кафедры и профессор кафедры КВБ Военно-морской медицинской академии, изучал эпидермофитию в условиях воинских частей. В 1945 году Матушкин защитил докторскую диссертацию по эпидермофитии, в 1947 году вышла в свет его монография «Основы современного учения об эпидермофитиях».
Умер в 1959 году в Ленинграде. Похоронен на Богословском кладбище.

## Награды
- Орден Святого Георгия 4-й степени (ВП 31.7.1916 года);
- Орден Ленина (1945 год[1]);
- Орден Красного Знамени (1944 год[2])